# Football Club Internazionale 1965-1966
Questa voce raccoglie le informazioni riguardanti il Football Club Internazionale nelle competizioni ufficiali della stagione 1965-1966.

## Stagione
Innestando all'organico il portiere di riserva Miniussi, lo scacchiere tatticò registrava in via sperimentale l'utilizzo di Facchetti come ala sinistra — facendone il primo difensore nella storia del campionato italiano a raggiungere la doppia cifra in termini di gol — anziché da terzino.
Nel settembre 1965 l'Inter difese con successo il titolo mondiale ancora contro l'Independiente, contenendo la fatica rispetto all'anno prima: una rete di Peiró e la doppietta di Mazzola decisero le sorti del confronto già all'andata, prima del pareggio «a occhiali» nel ritorno di Avellaneda.
Procedeva senza eccessivi intoppi anche il cammino verso la stella, con la fase iniziale del campionato archiviata dal primato davanti a Napoli e Milan: nella seconda parte del torneo fu il Bologna a rimpiazzare partenopei e rossoneri in veste d'inseguitrice, con gli uomini di Herrera frattanto chiamati a ripetersi in Europa debuttando agli ottavi di finale in quanto detentori del trofeo.
Mentre dagli scontri diretti con l'opponente felsinea venne ricavato un solo punto sui 4 disponibili, la partecipazione alla coppa si arrestò in semifinale ad opera del Real Madrid: a frenare i nerazzurri una sconfitta in campo iberico cui seguì la divisione della posta in palio a San Siro, dopo l'eliminazione nei turni precedenti della romena Dinamo Bucarest e del magiaro Ferencvaros.
La seconda affermazione consecutiva in Italia smaltiva la delusione per il mancato ingresso in finale, col responso matematico dello Scudetto giunto alla penultima domenica grazie al 4-1 inflitto alla Lazio nel capoluogo lombardo: distanziando a +4 i succitati emiliani, la Beneamata avvicinò i 12 titoli nazionali della Juventus portandosi a quota 10 e ricevendo per l'occasione un apposito simbolo sulle divise di gioco (impresa cui erano addivenuti in precedenza solamente gli stessi bianconeri).

## Divise
| Casa | Trasferta | Alternativa |  |

## Organigramma societario
Area direttiva
- Presidente: Angelo Moratti
- Vicepresidente: Giuseppe Prisco
- Direttore sportivo: Italo Allodi[28]

Area tecnica
- Allenatore: Helenio Herrera

Area sanitaria
- Medico sociale: dott. Angelo Quarenghi[29][30]
- Massaggiatore: Bartolomeo Della Casa e Giancarlo Della Casa

## Rosa
| N. |                   | Ruolo | Calciatore            |
| -- | ----------------- | ----- | --------------------- |
|    | Italia (bandiera) | P     | Giuliano Sarti        |
|    | Italia (bandiera) | P     | Ferdinando Miniussi   |
|    | Italia (bandiera) | D     | Giacinto Facchetti    |
|    | Italia (bandiera) | D     | Tarcisio Burgnich     |
|    | Italia (bandiera) | D     | Armando Picchi        |
|    | Italia (bandiera) | D     | Spartaco Landini      |
|    | Italia (bandiera) | D     | Mario Facco           |
|    | Italia (bandiera) | D     | Aristide Guarneri     |
|    | Italia (bandiera) | D     | Giorgio Dellagiovanna |
|    | Italia (bandiera) | D     | Dante Lodrini         |
|    | Italia (bandiera) | C     | Sandro Mazzola        |

| N. |                    | Ruolo | Calciatore        |
| -- | ------------------ | ----- | ----------------- |
|    | Italia (bandiera)  | C     | Mario Corso       |
|    | Spagna (bandiera)  | C     | Luis Suárez       |
|    | Italia (bandiera)  | C     | Gianfranco Bedin  |
|    | Italia (bandiera)  | C     | Franco Cordova    |
|    | Italia (bandiera)  | C     | Sergio Gori       |
|    | Italia (bandiera)  | C     | Saul Malatrasi    |
|    | Italia (bandiera)  | A     | Angelo Domenghini |
|    | Brasile (bandiera) | A     | Jair da Costa     |
|    | Italia (bandiera)  | A     | Renato Cappellini |
|    | Italia (bandiera)  | A     | Francesco Canella |
|    | Spagna (bandiera)  | A     | Joaquín Peiró     |

## Risultati

### Serie A

#### Girone di andata
| Arbitro: | Bernardis (Trieste) |

|                                                            |           |                        |
| Corso 3’ (rig.) Gori 12’ Domenghini 21’ Facchetti 39’, 49’ | Marcatori | 45’ Bagatti 87’ Combin |

| Arbitro: | Bernardis (Trieste) |

|              |           |             |
| Maraschi 25’ | Marcatori | 15’ Mazzola |

| Arbitro: | De Marchi (Pordenone) |

|             |           |  |
| Mazzola 41’ | Marcatori |  |

| Arbitro: | Monti (Ancona) |

|                         |           |  |
| Benítez 62’ Barison 73’ | Marcatori |  |

| Arbitro: | Acernese (Roma) |

|                                            |           |             |
| Facchetti 59’ Bedin 65’ Mazzola 79’ (rig.) | Marcatori | 64’ Facchin |

| Arbitro: | D'Agostini (Roma) |

|                 |           |                                   |
| Di Giovanni 79’ | Marcatori | 42’, 55’ (rig.) Mazzola 90’ Corso |

| Arbitro: | Lo Bello (Siracusa) |

|                                                   |           |  |
| Rosato 15’ (aut.) Mazzola 42’, 63’ Domenghini 46’ | Marcatori |  |

| Arbitro: | Angonese (Mestre) |

|                                 |           |                             |
| Landini 38’ (aut.) De Paoli 48’ | Marcatori | 47’ Domenghini 71’ Guarneri |

| Arbitro: | D'Agostini (Roma) |

|  |           |               |
|  | Marcatori | 69’ Facchetti |

| Arbitro: | Lo Bello (Siracusa) |

|                |           |              |
| Domenghini 31’ | Marcatori | 56’ Amarildo |

| Arbitro: | Bernardis (Trieste) |

|  |           |          |
|  | Marcatori | 75’ Jair |

| Milano 12 dicembre 1965 12ª giornata | Inter             | 0 – 0 | Fiorentina | Stadio San Siro\| Arbitro: \| Varazzani (Parma) \| |
| Arbitro:                             | Varazzani (Parma) |       |            |                                                    |

| Arbitro: | Gonella (Torino) |

|  |           |                                                          |
|  | Marcatori | 12’ Facchetti 14’ Bedin 68’ (rig.), 76’ Mazzola 78’ Jair |

| Milano 26 dicembre 1965 14ª giornata | Inter          | 0 – 0 | Bologna | Stadio San Siro\| Arbitro: \| Monti (Ancona) \| |
| Arbitro:                             | Monti (Ancona) |       |         |                                                 |

| Torino 2 gennaio 1966 15ª giornata | Juventus            | 0 – 0 | Inter | Stadio Comunale\| Arbitro: \| Lo Bello (Siracusa) \| |
| Arbitro:                           | Lo Bello (Siracusa) |       |       |                                                      |

| Arbitro: | Monti (Ancona) |

|               |           |                                    |
| Governato 78’ | Marcatori | 7’ Domenghini 21’ Mazzola 41’ Jair |

| Milano 16 gennaio 1966 17ª giornata | Inter                 | 0 – 0 | Napoli | Stadio San Siro\| Arbitro: \| De Marchi (Pordenone) \| |
| Arbitro:                            | De Marchi (Pordenone) |       |        |                                                        |

#### Girone di ritorno
| Arbitro: | Bernardis (Trieste) |

|              |           |                                      |
| Ferrario 75’ | Marcatori | 30’ Cappellini 54’ Corso 59’ Mazzola |

| Arbitro: | Pieroni (Roma) |

|                                  |           |                         |
| Demarco 7’ (aut.) Peiró 74’, 75’ | Marcatori | 3’ Maraschi 40’ Vinicio |

| Arbitro: | Monti (Ancona) |

|  |           |                     |
|  | Marcatori | 41’, 53’ Domenghini |

| Arbitro: | Di Tonno (Lecce) |

|                        |           |                        |
| Mazzola 29’ Suárez 60’ | Marcatori | 28’ Barison 39’ Spanio |

| Arbitro: | D'Agostini (Roma) |

|             |           |  |
| Facchin 19’ | Marcatori |  |

| Arbitro: | Pieroni (Roma) |

|                                                        |           |  |
| Domenghini 16’ Suárez 25’ Mazzola 44’, 55’ (rig.), 61’ | Marcatori |  |

| Arbitro: | Monti (Ancona) |

|          |           |                           |
| Puia 83’ | Marcatori | 16’ Suárez 86’ Cappellini |

| Arbitro: | Vitullo (Roma) |

|                                                                 |           |  |
| Domenghini 1’, 16’ Jair 20’ Mazzola 50’, 78’, 85’ Facchetti 52’ | Marcatori |  |

| Arbitro: | De Robbio (Torre Annunziata) |

|                         |           |  |
| Bedin 63’ Facchetti 88’ | Marcatori |  |

| Arbitro: | Lo Bello (Siracusa) |

|              |           |                         |
| Amarildo 32’ | Marcatori | 8’ Bedin 68’ Domenghini |

| Arbitro: | Vitullo (Roma) |

|                |           |            |
| Peiró 17’, 66’ | Marcatori | 47’ Muzzio |

| Firenze 17 aprile 1966 29ª giornata | Fiorentina       | 0 – 0 | Inter | Stadio Comunale\| Arbitro: \| Sbardella (Roma) \| |
| Arbitro:                            | Sbardella (Roma) |       |       |                                                   |

| Arbitro: | De Robbio (Torre Annunziata) |

|               |           |                |
| Facchetti 72’ | Marcatori | 54’ Frustalupi |

| Arbitro: | Lo Bello (Siracusa) |

|                         |           |           |
| Pascutti 23’ Perani 28’ | Marcatori | 16’ Bedin |

| Arbitro: | Pieroni (Roma) |

|                              |           |            |
| Facchetti 9’, 14’ Suárez 27’ | Marcatori | 74’ Mazzia |

| Arbitro: | Gonella (Torino) |

|                                                            |           |           |
| Suárez 45’ Mazzola 63’ Governato 68’ (aut.) Domenghini 89’ | Marcatori | 58’ Renna |

| Arbitro: | Sbardella (Roma) |

|                               |           |                      |
| Altafini 54’, 82’ Juliano 55’ | Marcatori | 81’ (aut.) Panzanato |

### Coppa Italia
| Arbitro: | Pieroni (Roma) |

|             |           |                         |
| Corradi 19’ | Marcatori | 42’ Gori 78’ Domenghini |

| Arbitro: | Varazzani (Parma) |

|                         |           |          |
| Brugnera 76’ Hamrin 90’ | Marcatori | 75’ Jair |

### Coppa dei Campioni
| Arbitro: | Keller |

|                       |           |           |
| Fratila 26’ Haidu 51’ | Marcatori | 12’ Peiró |

| Arbitro: | Mayer |

|                                  |           |  |
| Mazzola 67’ (rig.) Facchetti 89’ | Marcatori |  |

| Arbitro: | Arriba |

|                                  |           |  |
| Jair 8’ Corso 36’ Peiró 65’, 73’ | Marcatori |  |

| Arbitro: | Tschenscher |

|                  |           |                |
| Novak 32’ (rig.) | Marcatori | 63’ Domenghini |

| Arbitro: | Wlachojanis |

|           |           |  |
| Pirri 13’ | Marcatori |  |

| Arbitro: | Vadas |

|               |           |             |
| Facchetti 78’ | Marcatori | 20’ Amancio |

### Coppa Intercontinentale
| Arbitro: | Kreitlein |

|                           |           |  |
| Peiró 3’ Mazzola 22’, 59’ | Marcatori |  |

| Avellaneda 15 settembre 1965 Ritorno | Independiente | 0 – 0 referto | Inter | Estadio Libertadores de América\| Arbitro: \| Yamasaki \| |
| Arbitro:                             | Yamasaki      |               |       |                                                           |

## Statistiche

### Statistiche di squadra
| Competizione            | Punti | In casa | In casa | In casa | In casa | In casa | In casa | In trasferta | In trasferta | In trasferta | In trasferta | In trasferta | In trasferta | Totale | Totale | Totale | Totale | Totale | Totale | D.R. |
| Competizione            | Punti | G       | V       | N       | P       | Gf      | Gs      | G            | V            | N            | P            | Gf           | Gs           | G      | V      | N      | P      | Gf     | Gs     | D.R. |
| ----------------------- | ----- | ------- | ------- | ------- | ------- | ------- | ------- | ------------ | ------------ | ------------ | ------------ | ------------ | ------------ | ------ | ------ | ------ | ------ | ------ | ------ | ---- |
| Serie A                 | 50    | 17      | 11      | 6       | 0       | 43      | 12      | 17           | 9            | 4            | 4            | 27           | 16           | 34     | 20     | 10     | 4      | 70     | 28     | 42   |
| Coppa Italia            | -     | 0       | 0       | 0       | 0       | 0       | 0       | 2            | 1            | 0            | 1            | 3            | 3            | 2      | 1      | 0      | 1      | 3      | 3      | 0    |
| Coppa Campioni          | -     | 3       | 2       | 1       | 0       | 7       | 1       | 3            | 0            | 1            | 2            | 2            | 4            | 6      | 2      | 2      | 2      | 9      | 5      | 4    |
| Coppa Intercontinentale | -     | 1       | 1       | 0       | 0       | 3       | 0       | 1            | 0            | 1            | 0            | 0            | 0            | 2      | 1      | 1      | 0      | 3      | 0      | 3    |
| Totale                  | -     | 21      | 14      | 7       | 0       | 53      | 13      | 23           | 10           | 6            | 7            | 32           | 23           | 44     | 24     | 13     | 7      | 85     | 36     | 49   |

### Statistiche dei giocatori
Fonte:
| Giocatore        | Serie A  | Serie A | Coppa Italia | Coppa Italia | Coppa dei Campioni | Coppa dei Campioni | Coppa Inercontinentale | Coppa Inercontinentale | Totale   | Totale |
| Giocatore        | Presenze | Reti    | Presenze     | Reti         | Presenze           | Reti               | Presenze               | Reti                   | Presenze | Reti   |
| ---------------- | -------- | ------- | ------------ | ------------ | ------------------ | ------------------ | ---------------------- | ---------------------- | -------- | ------ |
| G. Bedin         | 30       | 5       | 1            | 0            | 6                  | 0                  | 2                      | 0                      | 39       | 5      |
| T. Burgnich      | 30       | 0       | 0            | 0            | 5                  | 0                  | 2                      | 0                      | 37       | 0      |
| F. Canella       | 1        | 0       | 0            | 0            | 0                  | 0                  | 0                      | 0                      | 1        | 0      |
| R. Cappellini    | 6        | 2       | 1            | 0            | 0                  | 0                  | 0                      | 0                      | 7        | 2      |
| F. Cordova       | 1        | 0       | 0            | 0            | 0                  | 0                  | 0                      | 0                      | 1        | 0      |
| M. Corso         | 30       | 3       | 0            | 0            | 4                  | 1                  | 2                      | 0                      | 36       | 4      |
| G. Dellagiovanna | 0        | 0       | 1            | 0            | 0                  | 0                  | 0                      | 0                      | 1        | 0      |
| A. Domenghini    | 31       | 12      | 2            | 1            | 3                  | 1                  | 0                      | 0                      | 36       | 14     |
| G. Facchetti     | 32       | 10      | 1            | 0            | 5                  | 2                  | 2                      | 0                      | 40       | 12     |
| M. Facco         | 1        | 0       | 0            | 0            | 0                  | 0                  | 0                      | 0                      | 1        | 0      |
| S. Gori          | 6        | 1       | 1            | 1            | 1                  | 0                  | 0                      | 0                      | 8        | 2      |
| A. Guarneri      | 31       | 1       | 2            | 0            | 5                  | 0                  | 2                      | 0                      | 40       | 1      |
| Jair             | 27       | 4       | 1            | 1            | 6                  | 1                  | 2                      | 0                      | 36       | 6      |
| S. Landini       | 11       | 0       | 2            | 0            | 3                  | 0                  | 0                      | 0                      | 16       | 0      |
| F. Lodrini       | 0        | 0       | 0            | 0            | 0                  | 0                  | 0                      | 0                      | 0        | 0      |
| S. Malatrasi     | 7        | 0       | 1            | 0            | 3                  | 0                  | 0                      | 0                      | 11       | 0      |
| S. Mazzola       | 30       | 19      | 1            | 0            | 4                  | 1                  | 2                      | 2                      | 37       | 22     |
| F. Miniussi      | 3        | -1      | 1            | -1           | 0                  | -0                 | 0                      | -0                     | 4        | -2     |
| J. Peiró         | 11       | 4       | 2            | 0            | 6                  | 3                  | 2                      | 0                      | 21       | 7      |
| A. Picchi        | 29       | 0       | 2            | 0            | 4                  | 0                  | 2                      | 1                      | 37       | 1      |
| L. Suárez        | 27       | 5       | 2            | 0            | 5                  | 0                  | 2                      | 0                      | 36       | 5      |
| G. Sarti         | 32       | -27     | 1            | -2           | 6                  | -5                 | 2                      | -0                     | 41       | -34    |